# Smörgåsgrill

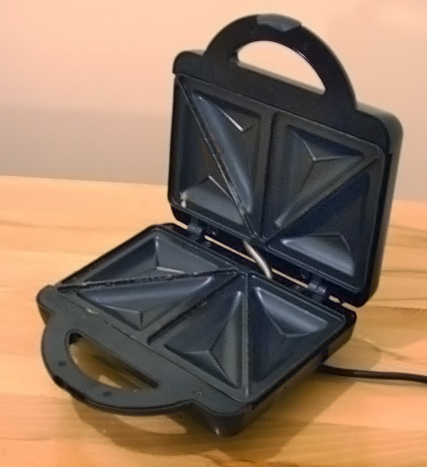
En smörgåsgrill avsedd för två smörgåsar åt gången.

En smörgåsgrill är en hushållsapparat som främst är avsedd att värma smörgåsar. Till skillnad från brödrosten är det vanligt att smörgåsgrillen fylls med två brödskivor med pålägg mellan (dubbelsmörgås), exempelvis ost som smälter under uppvärmningen.
En smörgåsgrill består vanligen av två varma plattor som sitter ihop i ett gångjärn. På så sätt liknar den ett våffeljärn. Plattorna brukar vara täckta med teflon eller annan non stick-beläggning. Plattorna har fördjupningar för brödet och kan ibland forma dem, eller bränna in ett mönster.

## Historia
Den första moderna smörgåsgrillen marknadsfördes och vidareutvecklades av John O'Brien vid företaget Breville under 1970-talet. Inledningsvis köpte han in några smörgåsgrillar från ett belgiskt företag, som var det enda företaget i världen som sålde dem, och lät invånare i Newcastle utvärdera produkten. Men när belgarna nekade honom att köpa ett stort parti bestämde han sig för att själv starta en tillverkning. Syftet med smörgåsgrillen var att spara tid i köket, något som efterfrågades av stressade familjer.